# جيروم هارمون
جيروم هارمون (6 فبراير 1969 في الولايات المتحدة - ) (بالإنجليزية: Jerome Harmon)‏ هو لاعب كرة سلة أمريكي في مركز هجوم خلفي. لعب مع إلان شالون وفيلادلفيا سفنتي سيكسرز.

## وصلات خارجية
- جيروم هارمون على موقع إن بي أي (الإنجليزية)
- جيروم هارمون على موقع سبورتس رفرنس (الإنجليزية)
- جيروم هارمون على موقع كرة السلة الأوروبية.كوم (الإنجليزية)
- جيروم هارمون على موقع كلية كرة السلة في سبورتس رفرنس.كوم (الإنجليزية)
- جيروم هارمون على موقع ريلجم (الإنجليزية)
- جيروم هارمون على موقع بروبوليرز (الإنجليزية)